# Ben Tangaval

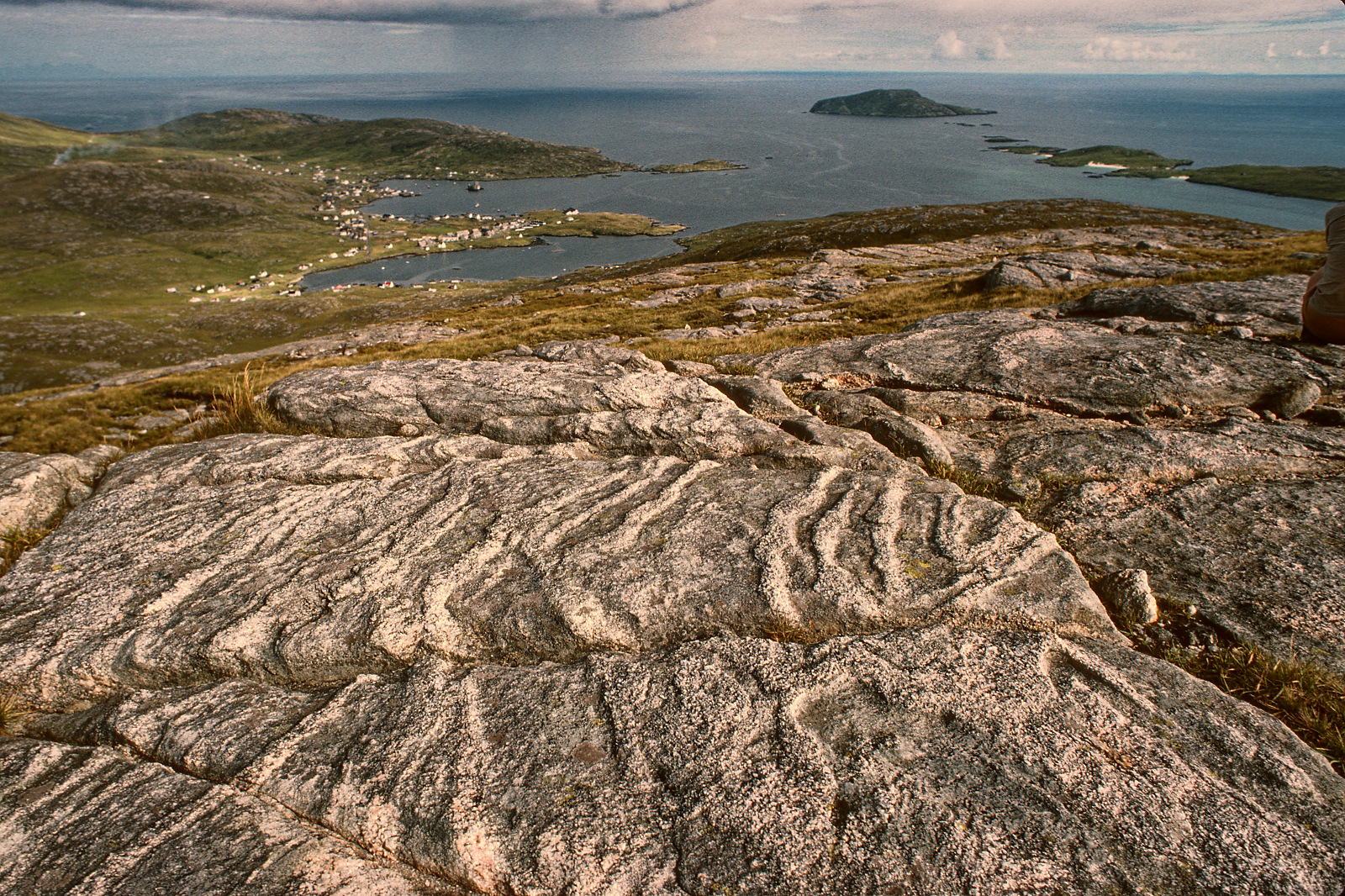
Blick von der Kuppe des Ben Tangaval

Ben Tangaval (gälisch: Beinn Tangabhal) ist ein Hügel auf der schottischen Hebrideninsel Barra. Es handelt sich nach dem 383 m hohen Heaval um den zweithöchsten Punkt der Insel. Die 332 m hohe Erhebung befindet sich etwa 2,5 Kilometer nordwestlich von Castlebay, dem Hauptort der Insel, der auch die nächstgelegene größere Siedlung ist. Als dritthöchste Erhebungen auf Barra folgt der 206 m hohe Ben Cliad. Der Hügel besteht im Wesentlichen aus Gneis.
Während Ben Berg bedeutet, leitet sich der Namensteil Tangaval von der gleichnamigen nahegelegenen Siedlung ab. Ursprünglich stammt die Bezeichnung von dem nordischen Namen Tanga-stödhull ab, was in etwa Melkplatz nahe dem Kap bedeutet. An den Hängen des Ben Tangaval und auf der Tangaval-Halbinsel wurden umfangreiche archäologische Ausgrabungen vorgenommen, wobei unter anderem Überreste eines Heel-shaped Cairn und von Siedlungen aus dem Neolithikum freigelegt wurden. Es konnte eine Besiedlung der Hänge des Ben Tanagaval seit etwa 6000 Jahren nachgewiesen werden.
Für Wanderungen auf den Ben Tangaval sind verschiedene Routen beschrieben.